# Grylloblatta barberi
Grylloblatta barberi är en insektsart som beskrevs av Andrew Nelson Caudell 1924. Grylloblatta barberi ingår i släktet Grylloblatta och familjen Grylloblattidae. Inga underarter finns listade i Catalogue of Life.